# Wormatia Worms
Der Verein für Rasenspiele Wormatia 08 Worms, kurz Wormatia Worms, ist ein Fußballverein aus Worms in Rheinland-Pfalz. Er spielte bis 1963 überwiegend erstklassig und gehörte 1974 zu den Gründungsmitgliedern der 2. Bundesliga. In der Saison 2024/25 spielt er in der Oberliga Rheinland-Pfalz/Saar. Als erster deutscher Fußballverein lief Wormatia Worms 1967 mit Trikotwerbung auf.

## Chronik

### Gründungsgeschichte

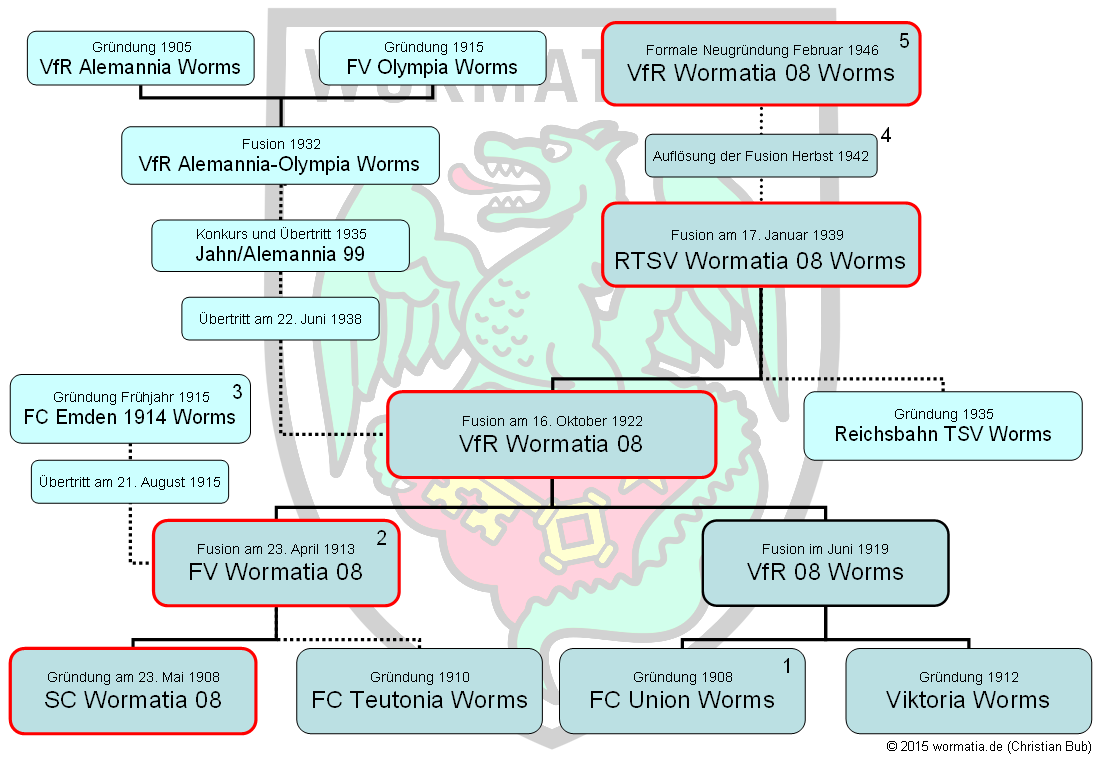
Die Gründungsgeschichte des Vereins als Schaubild

Der Verein für Rasenspiele Wormatia 08 Worms wurde am 23. Mai 1908 in der Gaststätte Hopfenblüte als Sportclub Wormatia 08 gegründet. In den Süddeutschen Fußball-Verband aufgenommen wurde der Verein erst im Frühjahr 1909. Erste Spielstätte war die „Aul“, ein Acker hinter den Hallen der Lederfabrik von Cornelius Heyl. Nach dem Zusammenschluss mit dem FC Teutonia Worms am 23. April 1913 spielte der Club unter dem Namen FV Wormatia 08 in den Vereinsfarben Blau-Schwarz.
Nachdem die Firma Heyl die Räumung der Spielstätte „Aul“ angekündigt hatte, erfolgte am 16. Oktober 1922 in der Gaststätte „Zwölf Apostel“ die Fusion des FV Wormatia 08 mit dem abgestiegenen VfR 08 Worms zum VfR Wormatia 08. Der VfR 08 Worms selbst war erst im Juni 1919 aus einer Fusion der beiden Vereine FC Union 1908 und Viktoria 1912 entstanden und besaß einen eigenen Sportplatz am Schweißwerk, der die „Aul“ nun als Spielstätte ablöste. Die Vereinsfarben änderten sich zu Schwarz-Weiß bzw. 1929 zum bis heute gültigen Rot-Weiß.
1927/28 erbaute der Verein an der Alzeyer Straße das Wormatia-Stadion. Im Zuge der politisch angetriebenen Fusion mit dem Reichsbahn Turn- und Sportverein zum RTSV Wormatia 08 Worms am 17. Januar 1939 wurde die seit 1933 „Adolf-Hitler-Stadion“ genannte Spielstätte als Teil eines geplanten größeren Sportkomplexes umfangreich um- und ausgebaut.
Nach Kriegsende und formaler Neugründung spielte der Verein unter dem alten und bis heute gültigen Namen weiter.

### 1908 bis 1922: Die Anfänge
Den ersten größeren Erfolg feierte Wormatia 1912 mit dem Gewinn der Mittelrheingaumeisterschaft der B-Klasse. In der anschließenden Westkreismeisterschaft chancenlos, gelang die Qualifikation für die A-Klasse jedoch nicht. Nach dem Ersten Weltkrieg wurde der FV Wormatia in die neu gegründete erstklassige Kreisliga eingeteilt, wo er nur hintere Ränge belegte. Mit einem 2:0 im Finale gegen den FV Biebrich 02 holte der Verein 1921 erstmals den Hessenpokal. Durch eine Änderung der Ligastruktur stieg Wormatia 1922 in die zweitklassige Befähigungsliga ab.
Der 1919 entstandene VfR 08 Worms spielte in der Saison 1921/22 zusammen mit Wormatia und der auch überregional deutlich erfolgreicheren Alemannia Worms in der Kreisliga. Durch die erwähnte Änderung der Ligastruktur stieg der VfR am Saisonende als Tabellenletzter doppelt ab in die nun drittklassige A-Klasse. Im Oktober 1922 schloss sich der Club dem FV Wormatia in der Befähigungsliga an und fusionierte zum VfR Wormatia 08.

### 1922 bis 1933: Nach der Fusion
| Saison                                             | Liga                             | Platz | Zuschauer |
| 1922/23                                            | Befähigungsliga Rheinhessen/Saar | 1.    |           |
| 1923/24                                            | Kreisliga Rhein-Main             | 1.    |           |
| 1924/25                                            | Bezirksliga Rheinhessen/Saar     | 4.    |           |
| 1925/26                                            | Bezirksliga Rheinhessen/Saar     | 5.    |           |
| 1926/27                                            | Bezirksliga Rheinhessen/Saar     | 3.    |           |
| 1927/28                                            | Bezirksliga Main/Hessen          | 1.    |           |
| 1928/29                                            | Bezirksliga Main/Hessen          | 1.    |           |
| 1929/30                                            | Bezirksliga Main/Hessen          | 1.    |           |
| 1930/31                                            | Bezirksliga Main/Hessen          | 1.    |           |
| 1931/32                                            | Bezirksliga Main/Hessen          | 2.    | 2.544     |
| 1932/33                                            | Bezirksliga Main/Hessen          | 2.    | 2.433     |
| grün unterlegt: Aufstieg orange unterlegt: Abstieg |                                  |       |           |

Der fusionierte Verein wurde in der Saison 1922/23 sogleich Meister der Befähigungsliga, blieb durch die Einführung der Bezirksliga als höchste Spielklasse jedoch zweitklassig. Unter dem neuen Trainer Karl Willnecker gelang 1923/24 erneut die Meisterschaft in der nun Kreisliga genannten Spielklasse und zudem zum zweiten Mal der Gewinn des Hessenpokals durch ein 4:0 gegen den FSV Bad Kreuznach. In der Aufstiegsrunde setzte sich der VfR Wormatia gegen Mainz 05, SV Völklingen sowie Saar 05 Saarbrücken durch und stieg in die erstklassige Bezirksliga auf.
Spielertrainer Ludwig Philipp formte dort ab 1926 um den bald in ganz Süddeutschland bekannten Innensturm mit ihm selbst, Ludwig Müller und Nationalspieler Willi Winkler eine regionale Spitzenmannschaft. Diese wurde von 1928 bis 1931 vier Mal in Folge Hessenmeister und ließ 1932 sowie 1933 zwei Vizemeisterschaften folgen. Überregional blieb der VfR Wormatia zunächst aber erfolglos, bei der Süddeutschen Meisterschaft war Platz 6 im Jahr 1928 die beste Platzierung. Als Vizemeister beendeten die Wormser beide (dann zweigruppigen) Meisterrunden auf dem dritten Rang, was ebenfalls nicht für die Endrunde um die deutsche Meisterschaft reichte.

### 1933 bis 1945: Gauliga Südwest
| Saison                                             | Liga                  | Platz | Zuschauer |
| 1933/34                                            | Gauliga Südwest       | 3.    |           |
| 1934/35                                            | Gauliga Südwest       | 5.    |           |
| 1935/36                                            | Gauliga Südwest       | 1.    |           |
| 1936/37                                            | Gauliga Südwest       | 1.    |           |
| 1937/38                                            | Gauliga Südwest       | 3.    | 3.389     |
| 1938/39                                            | Gauliga Südwest       | 1.    |           |
| 1939/40                                            | Gauliga Südwest       | 5.    |           |
| 1940/41                                            | Gauliga Südwest       | 4.    |           |
| 1941/42                                            | Gauliga Hessen-Nassau | 4.    |           |
| 1942/43                                            | Gauliga Hessen-Nassau | 9.    |           |
| 1943/44                                            | Kreisliga Worms       | 1.    |           |
| grün unterlegt: Aufstieg orange unterlegt: Abstieg |                       |       |           |

Auch in der 1933 eingeführten Gauliga Südwest gehörte die Wormatia bis Kriegsbeginn zur Spitzengruppe. 1936, 1937 und 1939 nahm sie als Südwestmeister mit den Nationalspielern Josef Fath und Jakob Eckert an der Endrunde um die deutsche Meisterschaft teil, verpasste aber jeweils das Halbfinale, im zweiten Anlauf nur aufgrund des schlechteren Torquotienten. Im neu eingeführten Tschammerpokal schied man 1936 erst im Halbfinale mit 1:5 gegen den VfB Leipzig aus.
Im Zuge der auch sportpolitisch forcierten Idee eines großen, allgemeinen Wormser Sportvereins nationalsozialistischer Prägung erfolgte im Sommer 1938 die Aufnahme von Alemannia Worms und am 17. Januar 1939 die Fusion mit dem RTSV Worms zum Reichsbahn Turn- und Sportverein Wormatia 08 Worms. Die Verbindung löste sich aber bereits während der Kriegsjahre auf. 1943 stieg Wormatia Worms aus der Gauliga ab, schaffte aber die sofortige Rückkehr, bevor der Punktspielbetrieb zur Saison 1944/45 kriegsbedingt eingestellt wurde.

### 1945 bis 1963: Oberliga Südwest
| Saison                                             | Liga                       | Platz | Zuschauer |
| 1945/46                                            | Oberliga Saar-Pfalz-Hessen | 04.   |           |
| 1946/47                                            | Oberliga Saar-Pfalz-Hessen | 02.   | 5.643     |
| 1947/48                                            | Oberliga Südwest Gr. Nord  | 05.   |           |
| 1948/49                                            | Oberliga Südwest Gr. Nord  | 02.   |           |
| 1949/50                                            | Oberliga Südwest Gr. Nord  | 02.   |           |
| 1950/51                                            | Oberliga Südwest Gr. Nord  | 02.   | 4.923     |
| 1951/52                                            | Oberliga Südwest           | 04.   | 6.100     |
| 1952/53                                            | Oberliga Südwest           | 04.   | 4.900     |
| 1953/54                                            | Oberliga Südwest           | 11.   | 4.180     |
| 1954/55                                            | Oberliga Südwest           | 02.   | 4.913     |
| 1955/56                                            | Oberliga Südwest           | 11.   | 3.133     |
| 1956/57                                            | Oberliga Südwest           | 09.   | 3.667     |
| 1957/58                                            | Oberliga Südwest           | 05.   | 3.867     |
| 1958/59                                            | Oberliga Südwest           | 14.   | 3.433     |
| 1959/60                                            | Oberliga Südwest           | 07.   | 5.000     |
| 1960/61                                            | Oberliga Südwest           | 07.   | 2.833     |
| 1961/62                                            | Oberliga Südwest           | 05.   | 4.800     |
| 1962/63                                            | Oberliga Südwest           | 04.   | 4.233     |
| grün unterlegt: Aufstieg orange unterlegt: Abstieg |                            |       |           |

Wormatia Worms gehört zu den Gründungsmitgliedern der Oberliga Südwest und stellt mit Hans Mechnig auch deren Rekordspieler. In den ersten Jahren zählte der Verein meist zur Verfolgergruppe hinter dem übermächtigen 1. FC Kaiserslautern und wurde fünf Mal südwestdeutscher Vizemeister (1947, 1949, 1950, 1951, 1955). Dadurch qualifizierten sich die Wormser für die Meisterschaftsendrunden 1949 und 1955, spielten dort aber jeweils keine Rolle. 30.000 Zuschauer gegen Rot-Weiss Essen bei der Endrunde 1955 bedeuten einen bis heute gültigen Zuschauerrekord im Wormatia-Stadion. In den Folgejahren verlor Wormatia den Anschluss an die Tabellenspitze und qualifizierte sich daher nicht über die Zwölfjahreswertung für die 1963 eingeführte Fußball-Bundesliga.
Im 1952/53 erstmals ausgetragenen DFB-Pokal schaffte man es bis ins Halbfinale und scheiterte dort an Alemannia Aachen.

### 1963 bis 1974: Regionalliga Südwest
| Saison                                             | Liga                 | Platz | Zuschauer |  |
| -------------------------------------------------- | -------------------- | ----- | --------- |  |
| 1963/64                                            | Regionalliga Südwest | 03.   | 4.279     |  |
| 1964/65                                            | Regionalliga Südwest | 02.   | 3.676     |  |
| 1965/66                                            | Regionalliga Südwest | 05.   | 3.620     |  |
| 1966/67                                            | Regionalliga Südwest | 13.   | 2.713     |  |
| 1967/68                                            | Regionalliga Südwest | 12.   | 2.080     |  |
| 1968/69                                            | Regionalliga Südwest | 08.   | 2.593     |  |
| 1969/70                                            | Regionalliga Südwest | 11.   | 2.140     |  |
| 1970/71                                            | Regionalliga Südwest | 12.   | 1.627     |  |
| 1971/72                                            | Regionalliga Südwest | 07.   | 3.267     |  |
| 1972/73                                            | Regionalliga Südwest | 04.   | 4.700     |  |
| 1973/74                                            | Regionalliga Südwest | 06.   | 5.600     |  |
| grün unterlegt: Aufstieg orange unterlegt: Abstieg |                      |       |           |  |

In der Regionalliga Südwest knüpfte Wormatia zunächst an vorherige Erfolge an. Dem dritten Platz 1963/64 folgte die Vizemeisterschaft 1964/65, die zur Teilnahme an der Aufstiegsrunde in die Bundesliga berechtigte. Dort konnte sich die Wormatia zwar nicht durchsetzen, machte aber zumindest im letzten Spiel beim 1:1 auf dem Bökelberg dem späteren Aufsteiger Borussia Mönchengladbach das Leben schwer. In den folgenden Spielzeiten gerieten die Wormser auch aufgrund finanzieller Probleme mehrfach in den Abstiegskampf. Investitionen in die Mannschaft sorgten dann Anfang der siebziger Jahre für einen sportlichen Aufschwung, der zur erfolgreichen Qualifikation für die neue Zweite Bundesliga Süd führte.
Zu Beginn der Saison 1967/68 lief Wormatia als erste deutsche Fußballmannschaft mit Trikotwerbung auf. Für drei Spiele trug die Spielkleidung den Schriftzug „CAT“ des Baumaschinenherstellers Caterpillar, ehe der DFB per Satzungsänderung solche Werbemaßnahmen kurzfristig verbot.

### 1974 bis 1982: Zweite Bundesliga / Amateurliga
| Saison                                             | Liga                   | Platz | Zuschauer |  |
| -------------------------------------------------- | ---------------------- | ----- | --------- |  |
| 1974/75                                            | 2. Bundesliga Süd      | 19.   | 4.147     |  |
| 1975/76                                            | 1. Amateurliga Südwest | 01.   | 1.991     |  |
| 1976/77                                            | 1. Amateurliga Südwest | 01.   | 2.011     |  |
| 1977/78                                            | 2. Bundesliga Süd      | 09.   | 4.789     |  |
| 1978/79                                            | 2. Bundesliga Süd      | 03.   | 4.453     |  |
| 1979/80                                            | 2. Bundesliga Süd      | 10.   | 3.213     |  |
| 1980/81                                            | 2. Bundesliga Süd      | 12.   | 3.247     |  |
| 1981/82                                            | 2. Bundesliga          | 18.   | 3.563     |  |
| grün unterlegt: Aufstieg orange unterlegt: Abstieg |                        |       |           |  |

Als Gründungsmitglied stiegen die Wormser schon in der Premierensaison sowohl sportlich als Tabellenvorletzter als auch durch Lizenzentzug aus der Zweiten Bundesliga Süd ab. 1977 gelang im zweiten Anlauf der Wiederaufstieg durch erfolgreiches Abschneiden in der Aufstiegsrunde. Dank einiger Verstärkungen wurde Wormatia in der Saison 1978/79 Herbstmeister, verpasste aber als Tabellendritter am Ende den Aufstieg in die Bundesliga. Teile der erfolgreichen Mannschaft von Trainer Eckhard Krautzun hatten im Winter verkauft werden müssen, da der Erste Vorsitzende und vermeintliche Mäzen Winfried Heyn die Neuzugänge mit Hilfe von Darlehensbetrug und Steuerhinterziehung finanziert hatte. Trotz schwerer finanzieller und Imageschäden spielte Wormatia noch drei weitere Jahre in der Zweiten Liga und stieg erst in der Saison 1981/82 in die Amateur-Oberliga Südwest ab.

### 1982 bis 1993: Amateur-Oberliga Südwest
| Saison                                             | Liga             | Platz | Zuschauer |  |
| -------------------------------------------------- | ---------------- | ----- | --------- |  |
| 1982/83                                            | Oberliga Südwest | 15.   | 1.042     |  |
| 1983/84                                            | Oberliga Südwest | 06.   | 1.462     |  |
| 1984/85                                            | Oberliga Südwest | 04.   | 1.571     |  |
| 1985/86                                            | Oberliga Südwest | 01.   | 2.229     |  |
| 1986/87                                            | Oberliga Südwest | 02.   | 1.488     |  |
| 1987/88                                            | Oberliga Südwest | 05.   | 1.188     |  |
| 1988/89                                            | Oberliga Südwest | 03.   | 1.438     |  |
| 1989/90                                            | Oberliga Südwest | 06.   | .0923     |  |
| 1990/91                                            | Oberliga Südwest | 14.   | .0655     |  |
| 1991/92                                            | Oberliga Südwest | 06.   | .0829     |  |
| 1992/93                                            | Oberliga Südwest | 17.   | .0691     |  |
| grün unterlegt: Aufstieg orange unterlegt: Abstieg |                  |       |           |  |

Nach dem Abstieg kämpfte Wormatia in der Saison 1982/83 auch in der Drittklassigkeit um den Klassenerhalt. Nach besserem Abschneiden in den beiden folgenden Saisons gelang 1985/86 am letzten Spieltag die Südwestmeisterschaft durch ein 4:0 vor 7.500 Zuschauern gegen Hassia Bingen. Wegen verspätet abgegebener Lizenzunterlagen wurde den Wormsern jedoch die Teilnahme an der Aufstiegsrunde zur 2. Bundesliga verweigert, stattdessen stieg Vizemeister FSV Salmrohr auf. Dieses Versäumnis hatte den Rücktritt des Ersten Vorsitzenden Wolfgang Sitter zur Folge und wirkte sich auch langfristig negativ auf den Ruf in der Region aus. Die Vizemeisterschaft im Jahr darauf und die Südwestpokalsiege 1988 (3:0 gegen den SV Edenkoben) und 1992 (7:0 gegen den TuS Hoppstädten) waren die letzten sportlichen Erfolge. Wachsende Finanzprobleme führten am Ende der Saison 1992/93 schließlich zur Zahlungsunfähigkeit und zum Abstieg in die Verbandsliga.

### 1993 bis 1998: Verbandsliga Südwest
| Saison                                             | Liga                 | Platz | Zuschauer |  |
| -------------------------------------------------- | -------------------- | ----- | --------- |  |
| 1993/94                                            | Verbandsliga Südwest | 10.   | .0503     |  |
| 1994/95                                            | Verbandsliga Südwest | 12.   | .0476     |  |
| 1995/96                                            | Verbandsliga Südwest | 10.   | .0485     |  |
| 1996/97                                            | Verbandsliga Südwest | 05.   | .0495     |  |
| 1997/98                                            | Verbandsliga Südwest | 01.   | 1.007     |  |
| grün unterlegt: Aufstieg orange unterlegt: Abstieg |                      |       |           |  |

Der Schuldenstand nach dem Abstieg belief sich auf 1,5 Millionen Mark. Pläne, die Fußballabteilung zu verselbständigen und den Hauptverein zu sanieren, scheiterten, da ein angedachter „VfR Wormatia 08 Worms für Fußball e. V.“ in der C-Klasse hätte spielen müssen. Inzwischen waren jedoch Gymnastik-, Tischtennis- und Handballabteilung bereits aus dem Verein ausgetreten. Die Handballer, älteste Abteilung nach dem Fußball, wurden als SC Wormatia Worms selbständig. Der verschuldete VfR Wormatia 08 Worms bestand nur noch aus den Fußballern. Im April 1994 wurde schließlich das Konkursverfahren eröffnet. Der Notvorstand um Karl-Heinz Hesch und Hans Walter Stein stellte einen Schuldenstand von einer knappen Million Mark fest und hielt den Spielbetrieb weiter aufrecht. Vorsorglich wurde aber mit dem „1. FC Wormatia Worms 1994“ (Amtsgericht Mainz VR 10948) bereits ein Ersatzverein gegründet. Dem Insolvenzverwalter gelang es allerdings, mit einer Quote von 3 % einen Zwangsvergleich herbeizuführen; Ende Oktober 1994 war der VfR Wormatia schuldenfrei und einen Monat später aus dem Konkursverfahren entlassen.
Mit vielen Nachwuchsfußballern gelang ein langsamer sportlicher Wiederaufbau. Nach fünf Jahren in der nach Einführung der Regionalliga mittlerweile nur noch fünftklassigen Verbandsliga, feierten die Wormser unter Trainer Demir Hotić 1997/98 schließlich als Meister die Rückkehr in die Oberliga.

### 1998 bis 2008: Oberliga Südwest
| Saison                                             | Liga             | Platz | Zuschauer |  |
| -------------------------------------------------- | ---------------- | ----- | --------- |  |
| 1998/99                                            | Oberliga Südwest | 12.   | .0842     |  |
| 1999/00                                            | Oberliga Südwest | 07.   | .0632     |  |
| 2000/01                                            | Oberliga Südwest | 16.   | .0570     |  |
| 2001/02                                            | Oberliga Südwest | 15.   | .0466     |  |
| 2002/03                                            | Oberliga Südwest | 03.   | .0992     |  |
| 2003/04                                            | Oberliga Südwest | 03.   | .0670     |  |
| 2004/05                                            | Oberliga Südwest | 08.   | .0391     |  |
| 2005/06                                            | Oberliga Südwest | 04.   | .0644     |  |
| 2006/07                                            | Oberliga Südwest | 03.   | .0838     |  |
| 2007/08                                            | Oberliga Südwest | 03.   | 1.679     |  |
| grün unterlegt: Aufstieg orange unterlegt: Abstieg |                  |       |           |  |

Aufstiegstrainer Hotić trat im Januar 1999 nach dem in der Mitgliederversammlung abgelehnten Einstieg eines befreundeten Investors zurück. Nachfolger Robert Jung konnte die Mannschaft nicht nachhaltig in der Oberliga etablieren und schied mit Ende der Saison 2000/01 aus. Die danach erfolgte Zusammenarbeit mit Spielervermittler ROGON brachte kaum sportlichen Nutzen, der glücklose Lutz Hofmann und sein Nachfolger Peter Rubeck konnten den sportlichen Abstieg 2001/02 nicht verhindern: In der Relegation unterlag man den Verbandsligaamateuren des 1. FC Saarbrücken im Elfmeterschießen. Letztlich durfte Wormatia aber dennoch in der Oberliga bleiben und profitierte dabei von der angekündigten (aber letztlich nicht durchgeführten) Fusion von Zweitligist Waldhof Mannheim und Regionalligist VfR Mannheim. Weil dadurch der VfR keine Lizenz mehr erhielt, konnte Regionalligist 1. FC Kaiserslautern Amateure die Klasse halten, und entsprechend reduzierten sich auch die Absteiger in den Ligen darunter.
Unter dem Eindruck des vermeintlichen Abstiegs markierte der Sommer 2002 jedoch eine Zäsur im Verein und eine neue, junge Vorstandsmannschaft übernahm. Die unter Spielertrainer Dirk Anders ausgelöste Euphorie führte zu langem Mithalten im Aufstiegskampf 2002/03 und zu zwei guten dritten Plätzen. Max Reichenberger und Stefan Ertl konnten in der Saison 2004/05 nicht daran anknüpfen, Alois Schwartz (Juli 2005 bis Dezember 2006) führte die Mannschaft jedoch wieder zurück in die Spitzengruppe. Unter Nachfolger Bernhard Trares gewannen die Wormser 2007 vor 3.700 Zuschauern den Südwestpokal, mit einem 1:0 ausgerechnet gegen Schwartz’ neuen Verein 1. FC Kaiserslautern II. 2007/08 verbrachte man die Winterpause in einer stark besetzten Oberliga als Tabellenführer und qualifizierte sich als Dritter für die neue dreigleisige Regionalliga.

### 2008 bis 2018: Regionalliga
| Saison                                             | Liga                 | Platz | Zuschauer |  |
| -------------------------------------------------- | -------------------- | ----- | --------- |  |
| 2008/09                                            | Regionalliga West    | 16.   | 1.663     |  |
| 2009/10                                            | Regionalliga West    | 17.   | 1.611     |  |
| 2010/11                                            | Regionalliga Süd     | 12.   | 1.545     |  |
| 2011/12                                            | Regionalliga Süd     | 04.   | 1.586     |  |
| 2012/13                                            | Regionalliga Südwest | 12.   | 1.152     |  |
| 2013/14                                            | Regionalliga Südwest | 16.   | 1.016     |  |
| 2014/15                                            | Regionalliga Südwest | 05.   | 1.194     |  |
| 2015/16                                            | Regionalliga Südwest | 09.   | .0930     |  |
| 2016/17                                            | Regionalliga Südwest | 06.   | 1.120     |  |
| 2017/18                                            | Regionalliga Südwest | 13.   | .0994     |  |
| 2018/19                                            | Regionalliga Südwest | 16.   | 1.104     |  |
| grün unterlegt: Aufstieg orange unterlegt: Abstieg |                      |       |           |  |

In der Premierensaison 2008/09 gelang erst am 9. Spieltag der erste Regionalligasieg. Doch auch danach schafften es die Wormser nicht, die Abstiegsränge zu verlassen. Als das wichtige Heimspiel gegen Verfolger 1. FC Kleve mit 1:2 verloren ging, wurde Bernhard Trares am 28. April 2009 beurlaubt und durch Jürgen Klotz, bis dahin Trainer der zweiten Mannschaft, ersetzt. Die Mannschaft präsentierte sich zwar besser, acht Punkte aus den letzten sieben Spielen reichten sportlich aber nicht zum Klassenerhalt. Dieser gelang nur durch den finanziell bedingten Rückzug des FSV Oggersheim aus der Regionalliga, woran die Wormatia sogar einen gewissen Anteil hatte; im Endspiel des Südwestpokals schlugen die Wormser Oggersheim mit 5:1, wodurch dem FSV die lukrative Teilnahme am DFB-Pokal verwehrt blieb.
Die Saison 2009/10 begann vielversprechend mit dem respektablen 0:1 im DFB-Pokal gegen Zweitligist SpVgg Greuther Fürth, wobei der Gegentreffer erst in der Schlussminute der Verlängerung fiel. In der Liga gelang unter Trainer Sascha Koch, zusammen mit sieben Spielern aus Oggersheim übernommen, jedoch in den ersten 14 Spielen nur ein Sieg. Am 20. November 2009 wurde Koch entlassen, worauf erneut Jürgen Klotz übernahm. Nach der Winterpause lief es mit sechs Siegen zwar besser, doch das reichte nur zum vorletzten Tabellenplatz. Trotzdem konnten die Wormser erneut den Klassenerhalt feiern. Infolge der verweigerten Regionalliga-Lizenz für Waldhof Mannheim, Rot-Weiss Essen und den Bonner SC musste selbst der Tabellenletzte Eintracht Trier nicht absteigen.
Zur Saison 2010/11 wechselte Wormatia in die Regionalliga Süd. Nach verpatztem Saisonstart mit nur einem Sieg aus acht Spielen übernahm Ronald Borchers am 27. September 2010 den Trainerposten und führte die Wormser zum ersten sportlichen Klassenerhalt in der Regionalliga.
In der Saison 2011/12 bestätigte sich der Aufwärtstrend unter Borchers. Man schwebte zu keiner Zeit in Abstiegsgefahr und konnte sich sogar dank einer starken Rückrunde mit nur zwei Niederlagen in der Spitzengruppe festsetzen. Gekrönt wurde die Saison mit dem Gewinn des Südwestpokals durch einen 4:1-Sieg über den FK Pirmasens.
2012/13 machte Wormatia durch den überraschenden 2:1-Sieg im DFB-Pokal gegen Zweitligist Hertha BSC bundesweit auf sich aufmerksam. In der zweiten Runde gab man sich dem Zweitligisten 1. FC Köln erst im Elfmeterschießen mit 3:4 geschlagen. In der neuen Regionalliga Südwest rangierte man nach der Hinrunde auf einem Mittelfeldplatz. Wegen interner Differenzen wurde Ronald Borchers vor Beginn der Winterpause am 6. Dezember 2012 entlassen und am 21. Dezember durch Stefan Emmerling ersetzt. Die Wormser gerieten nochmals in die Nähe der Abstiegsränge und schlossen auf Platz 12 ab.
Deutlich verstärkt mit höherklassig erfahrenen Spielern wie Srdjan Baljak und Carsten Sträßer gehörte Wormatia in der Saison 2013/14 zum Kreis der Aufstiegsfavoriten. Mit acht Unentschieden in zehn Spielen misslang jedoch der Saisonstart und im Anschluss an die Niederlage beim SVN Zweibrücken trat Emmerling am 29. September 2013 zurück. Nachfolger Hans-Jürgen Boysen wurde am 11. März 2014 nach zehn sieglosen Spielen und dem Ausscheiden aus dem Verbandspokal entlassen. U23-Trainer Sascha Eller, vor Boysen bereits interimistisch im Amt, übernahm und führte die Mannschaft zum Klassenerhalt, allerdings zum dritten Mal am „Grünen Tisch“. Erst durch die Auflösung der U23 von Eintracht Frankfurt, den Aufstiegsverzicht aus der Oberliga Hessen, die Insolvenz des SSV Ulm 1846 und die Aufstiege von Mainz 05 II und SG Sonnenhof Großaspach in die Dritte Liga reichte Platz 16 (und sogar Platz 17) zum Klassenerhalt.
Zur Saison 2014/15 wurde der Etat deutlich gekürzt, die Mannschaft verjüngt und die eigenen Nachwuchsabteilungen stärker eingebunden. Unter dem auch bei den Fans beliebten Sascha Eller landete Wormatia trotz Problemen nach der Winterpause und dank eines Schlussspurts von sechs Siegen in Serie auf dem fünften Tabellenplatz.
In der Saison 2015/16 wurde in der EWR-Arena das Spielfeld saniert, weshalb die Wormser die ersten acht Heimspiele im Vorort Pfeddersheim und in Ludwigshafen austragen mussten. Nach verpatztem Saisonstart mit zwei Siegen aus zehn Spielen trat Eller am 29. September 2015 zurück und wurde durch Co-Trainer Steven Jones ersetzt. Dank einer guten Rückrunde schloss die Mannschaft auf Rang 9 ab, nachdem man an 32 von 34 Spieltagen nur einen zweistelligen Tabellenplatz belegt hatte.
Unter Steven Jones konnte sich der VfR Wormatia 2016/17 noch verbessern und landete auf Tabellenplatz 6. Ihren Abschluss fand die Saison im Finale des Südwestpokals, welches man in Pirmasens überraschend gegen Oberligist SV Morlautern mit 1:2 verlor und damit den erhofften Einzug in den DFB-Pokal verpasste. Dies holte man in der Folgesaison nach und schlug im Finale Verbandsligist Alemannia Waldalgesheim in der heimischen EWR-Arena mit 2:1 nach Verlängerung. Kurz zuvor war nach Höhen und Tiefen der Klassenerhalt gesichert und Platz 13 in der Endtabelle 2017/18 erreicht worden. 2018/19 stieg der Verein als 16. in die Oberliga Rheinland-Pfalz/Saar ab.

### Seit 2019: Oberliga Rheinland-Pfalz/Saar
| Saison                                             | Liga                          | Platz | Zuschauer |  |
| -------------------------------------------------- | ----------------------------- | ----- | --------- |  |
| 2019/20                                            | Oberliga Rheinland-Pfalz/Saar | 07.   | .0899     |  |
| 2020/21                                            | Oberliga Rheinland-Pfalz/Saar | 01.   | (434)     |  |
| 2021/22                                            | Oberliga Rheinland-Pfalz/Saar | 01.   | 906       |  |
| 2022/23                                            | Regionalliga Südwest          | 16.   | 1.166     |  |
| 2023/24                                            | Oberliga Rheinland-Pfalz/Saar | 05.   | 933       |  |
| 2024/25                                            | Oberliga Rheinland-Pfalz/Saar | 05.   | 752       |  |
| grün unterlegt: Aufstieg orange unterlegt: Abstieg |                               |       |           |  |

In der wegen der COVID-19-Pandemie vorzeitig abgebrochenen Saison 2019/20 der Oberliga Rheinland-Pfalz/Saar wurde der 7. Platz erreicht und der Wiederaufstieg verpasst. Die Folgesaison wurde nach neun Spieltagen infolge der Verschlechterung der Pandemie unterbrochen und ohne Wiederaufnahme des Spielbetriebes im April 2021 abgebrochen und annulliert. Worms stand bei Abbruch auf Platz 1 der Tabelle. Infolge der Annullierung stieg in dieser Saison kein Verein auf. Dagegen klagte der Verein vor dem Berufungsgericht der Regionalliga Südwest. Ende Mai unterlag er ebenso wie Eintracht Trier als Führender der anderen Staffel vor dem Berufungsgericht. Der Verein hatte deshalb keine Zulassung erhalten, da bis zum Saisonabbruch lediglich neun Spiele bestritten waren. Die Regionalliga hatte aber zur Bedingung gemacht, dass zumindest 50 % der Spieltage durchgeführt sein mussten, damit die Abbruchtabelle Grundlage für einen Aufstieg sei. Da dies nicht erfüllt war, sei die sportliche Qualifikation nicht erbracht worden. Die Überprüfung dieses Beschlusses fiel aber nicht in die Zuständigkeit des Berufungsgerichtes.
Auch die Spielkommission der Regionalliga lehnte Mitte Juni 2021 den Antrag der Wormatia auf Aufnahme in die Regionalliga mit der gleichen Begründung ab. Offen blieb eine Beschwerde bei dem beim Landgericht Karlsruhe angesiedelten Schiedsgericht, die der Verein mittels seines Anwaltes einlegte. Aber auch dieses lehnte die Klage ab. Eine Klage auf Aufnahme in die Aufstiegsrunde sei unzulässig, da es eine solche in dieser Saison nicht gäbe. Auch sonst würde die Spielordnung keine Regelung enthalten, nach der ein Aufstieg möglich sei.
In der Saison 2021/22 wurde die Hauptrunde als Erster abgeschlossen, so dass Wormatia an der Meisterrunde teilnimmt. Dort wurde die Wormatia punktgleich mit Eintracht Trier aufgrund der besseren Tordifferenz Meister und stieg damit in die Regionalliga Südwest auf.

## Sportliche Erfolge

Historisches Vereinswappen

Wappen bis 2010

### Meisterschaft
Wormatia feierte in ihrer Vereinsgeschichte insgesamt sechzehn Meisterschaften und neun Vizemeisterschaften. Dadurch qualifizierte sie sich elf Mal für eine Meisterschaftsendrunde.
- Meister der C-Klasse Mittelrhein (1): 1910
- Meister der B-Klasse Mittelrhein (1): 1914
- Meister der Befähigungsliga Rheinhessen-Saar/Kreisliga Rhein-Main (2): 1923, 1924
- Meister der Bezirksliga Main/Hessen Gruppe Hessen (4): 1928, 1929, 1930, 1931
- Vizemeister der Bezirksliga Main/Hessen Gruppe Hessen (2): 1932, 1933
- Meister der Gauliga Südwest (3): 1936, 1937, 1939
- Meister der Kreisliga Worms (1): 1944
- Vizemeister der Oberliga Südwest (5): 1947, 1949, 1950 (jeweils Gruppe Nord), 1951, 1955
- Vizemeister der Regionalliga Südwest (1): 1963
- Meister der 1. Amateurliga Südwest (2): 1976, 1977
- Meister der Amateur-Oberliga Südwest (1): 1986
- Vizemeister der Amateur-Oberliga Südwest (1): 1987
- Meister der Verbandsliga Südwest (1): 1998
- Endrunde um die süddeutsche Meisterschaft (6): 1928, 1929, 1930, 1931, 1932, 1933
- Endrunde um die deutsche Meisterschaft (5): 1936, 1937, 1939, 1949, 1955

### Aufstieg
In der Vereinsgeschichte gelangen insgesamt fünf Aufstiege und zusätzlich zwei Qualifikationen für neu eingeführte Spielklassen. Dreimal scheiterte man in einer Aufstiegsrunde. Dem stehen insgesamt vier Abstiege entgegen (Abstufungen durch Ligareformen nicht berücksichtigt).
- Aufstieg in die B-Klasse Mittelrhein: 1910
- Aufstiegsrunde zur A-Klasse Mittelrhein (Westkreismeisterschaft): 1914
- Aufstieg in die Bezirksliga Rheinhessen/Saar: 1924
- Aufstieg in die Gauliga Hessen-Nassau: 1944
- Aufstiegsrunde zur Bundesliga: 1965
- Qualifikation für die 2. Bundesliga Süd: 1974
- Aufstiegsrunde zur 2. Bundesliga: 1976
- Aufstieg in die 2. Bundesliga Süd: 1977
- Aufstieg in die Oberliga Südwest: 1998
- Qualifikation für die Regionalliga West: 2008
- Aufstieg in die Regionalliga Südwest: 2022

### Pokal
Wormatia holte insgesamt neun Verbandspokalsiege und stand weitere sechs Mal im Finale.
- Hessenpokalsieger (2): 1921, 1924
- Südwestpokalsieger (7): 1976, 1988, 1992, 2007, 2009, 2012, 2018
- Südwestpokalfinalist (6): 1957, 1985, 1999, 2017, 2019, 2023
- Tschammer-/DFB-Pokal Teilnahmen (23): darunter Achtelfinale 1937, 1965, 1983 und Halbfinale 1936, 1953

### Ligazugehörigkeit
Seit Ende des Ersten Weltkriegs spielte Wormatia Worms in den folgenden Ligen (I, II, III, IV, V = höchste, zweit-, dritt-, viert-, fünfthöchste Spielklasse).
Insgesamt war man 43 Jahre lang erstklassig, 20 Jahre lang zweitklassig, 13 Jahre drittklassig, 23 Jahre viertklassig und 8 Jahre fünftklassig (Stand: einschließlich Saison 2023/24).[veraltet]
- 1919–1922 (I) Kreisliga Pfalz / Hessen
- 1922–1924 (II) Befähigungsliga Rheinhessen-Saar / Kreisliga Rhein-Main
- 1924–1933 (I) Bezirksliga Rheinhessen-Saar / Main-Hessen
- 1933–1943 (I) Gauliga Südwest / Südwest Staffel Saar-Pfalz / Südwest Staffel Main-Hessen / Hessen-Nassau
- 1943–1944 (II) Kreisliga Worms
- 1945–1963 (I) Oberliga Saar-Pfalz-Hessen/ Südwest Gruppe Nord / Südwest
- 1963–1974 (II) Regionalliga Südwest
- 1974–1975 (II) 2. Bundesliga Süd
- 1975–1977 (III) 1. Amateurliga Südwest
- 1977–1982 (II) 2. Bundesliga / Süd
- 1982–1993 (III) Amateur-Oberliga Südwest
- 1993–1994 (IV) Verbandsliga Südwest
- 1994–1998 (V) Verbandsliga Südwest
- 1998–2008 (IV) Oberliga Südwest
- 2008–2019 (IV) Regionalliga West / Süd / Südwest
- 2019–2022 (V) Oberliga Rheinland-Pfalz/Saar
- 2022–2023. (IV) Regionalliga Südwest
- 2023–lfd. (V) Oberliga Rheinland-Pfalz/Saar

## Mannschaften

### Zweite Mannschaft (Landesliga Südwest-Ost)
Die Zweite Mannschaft nahm nach dem Krieg zur Saison 1952/53 den Spielbetrieb auf und spielte zum Zeitpunkt ihrer Abmeldung aus Spielermangel im April 1993 in der Landesliga Südwest-Ost. Zur Saison 1997/98 wurde sie unter der Bezeichnung „1b“ neu angemeldet. Seit 2008 spielt die vereinsintern als „U23“ firmierende Mannschaft wieder in der Landesliga Südwest-Ost.

### Nachwuchsmannschaften
Zur Saison 2021/22 verfügt der Verein über 10 Jugendmannschaften. Alle Altersklassen sind bis auf die A-Jugend mindestens doppelt besetzt; hier ist lediglich eine U19 gemeldet, die seit 2011 in der Regionalliga Südwest spielt. Die U15 schaffte 2017 ebenfalls den Regionalligaaufstieg, der U17 gelang dies ein Jahr später. Damit ist Wormatia in Worms und Umgebung der führende Verein im Jugendfußball.

### Frauen- & Mädchenfußball
Von 1971 bis 1991 existierte bereits eine Frauenfußballabteilung, deren größter Erfolg die Kreismeisterschaft 1974/75 war. Im Herbst 2006 wurde sie mit einer Mannschaft neu gegründet, die seit 2009 in der Verbandsliga Südwest spielte. Im Jahre 2018 gelang dann der Aufstieg in die drittklassige Regionalliga Südwest, aus der man nach einer Saison wieder absteigen musste, aber den sofortigen Wiederaufstieg schaffte. Die seit 2013 gemeldete zweite Mannschaft spielt in der Landesliga Rheinhessen. Seit der Saison 2015/16 gibt es außerdem eine Nachwuchsabteilung, die teilweise vom SV Leiselheim übernommen wurde. Hier ist zur Saison 2021/22 eine B- und eine C-Juniorinnenmannschaft aktiv.

### Alte Herren
Die AH-Abteilung besteht aus der Ü32, der Ü40 und der Ü50. Die Ü40 (auf Großfeld) und Ü50 (auf Kleinfeld) bilden dabei eine Spielgemeinschaft mit dem TuS Hochheim. Die Ü32 setzt sich aus zahlreichen ehemaligen Spielern der ersten und zweiten Mannschaft zusammen und holte 2012, 2015 und 2016 den Kreispokal. 2015 wurde man zudem Südwestmeister, qualifizierte sich damit für den Deutschen Altherren-Supercup, der inoffiziellen Deutschen Meisterschaft, und erreichte dort unter 40 Teilnehmern Platz neun.

## Ehemalige Spieler

### Nationalspieler
- Harald Braner (* 19. August 1943; † Ende Oktober 2022), 2 Amateur-Länderspiele, 2 Tore
- Jakob Eckert (* 19. September 1916; † 5. Juni 1940), 1 A-Länderspiel, kein Tor
- Josef Fath (* 27. Dezember 1911; † 11. August 1985), 13 A-Länderspiele, 7 Tore
- Hans Mechnig (* 3. Januar 1929; † 22. Januar 2016), 2 B-Länderspiele, kein Tor
- Willi Winkler (* 24. August 1903; † 12. Mai 1967), 1 A-Länderspiel, kein Tor

### Weitere bekannte Spieler
| - Rüdiger Abramczik - Józef Adamiec - Daniel Addo - Markus Aerdken - Dirk Anders - Michael Aničić - George Arthur - Aaron Biagioli - Volker Berg - Karl „Bubi“ Blankenberger - Georg Bogert - Udo Böhs - Lothar Buchmann - Walter Dächert - Gerd Dier - Stefan Ertl - Bernd Fetkenheuer - Rudi Fischer | - Marcel Gebhardt - Sebastian Glasner - Emanuel Günther - Walfried Günther - Fritz Hammer - Lorenz Horr - Norbert Hönnscheidt - Norbert Janzon - Rudi Kargus - Hannes Kern - Benjamin Kessel - Matthes Kiefer - Peter Klag - Jürgen Klotz - Rudolf „Hutzel“ Kraft - Stephan Kuhnert - Bernd Laube - Franz Lehr | - Horst Löb - Wilfried Lösch - Heinz Lubanski - Bodo Mattern - Helmut Müller - Ludwig Müller - Jürgen Nachtmann - Ludwig Philipp - Josef Pirrung - Petar Radenković - Volker Radtke - Armin Reichel - Ludwig Sattler - Heiner Schmieh - Dieter Schroth - Oskar Schweizer - Hans-Dieter Seelmann | - Richard Sehrt - Willi Selbert - Werner Seubert - Marco Stark - Norbert Starzak - Dragoslav Stepanović - Slavko Stojanovic - Reinhold Straus - Horst-Dieter Strich - Wolfgang Wittemaier - Hans Wulf - Andrew Wooten - Helmut Zahn - Hans-Dieter Zahnleiter - Thomas Zander |

## Fanfreundschaften und Rivalitäten
Es existiert eine Fanfreundschaft der Ultras des VfR Wormatia mit denen von SV Waldhof Mannheim, welche auch seitens des Vereins beispielsweise durch Produktion eines Fanschals aufgenommen wird. Seit 2014 bestehen freundschaftliche Kontakte zum englischen Klub St Albans City, ausgelöst durch die Städtepartnerschaft zwischen Worms und St Albans.
Als Rivalen gelten traditionell der 1. FC Kaiserslautern, der 1. FSV Mainz 05 sowie Eintracht Trier. Hier spielt seit jeher auch die Frage um den Titel der ältesten Stadt Deutschlands eine Rolle, welchen (unter anderem) Trier und Worms für sich beanspruchen. Seit deren damaligen Abstieg aus der Oberliga abgekühlt ist dagegen die Rivalität zum Wormser Vorortverein TSG Pfeddersheim, mit dem man sich in den 90er Jahren das Wormatia-Stadion teilen musste. Abneigungen bestehen zudem gegen den 1. FC Saarbrücken und den FC 08 Homburg.

## Spielstätten

### Aul, Schüsslers Loch, Sportplatz am Schweißwerk (bis 1927)
Wormatias Gründungsmitglieder kickten auf einem Acker in der Gemarkung „Aul“, der den Heyl‘schen Lederwerken gehörte. Dort trug dann auch der als SC Wormatia gegründete Verein seine ersten Spiele aus. Im November 1909 zog Wormatia auf ihre erste eigene Sportplatzanlage um, einem „Schüttlers Loch“ genannten Acker an der heute nicht mehr existenten Frankenthalerstraße, ebenfalls im Süden der Stadt gelegen. Nach dem Ersten Weltkrieg kehrte der Verein wieder auf die Aul zurück und blieb dort bis 1922. Wegen Eigenbedarf der Lederwerke musste der Platz dann jedoch geräumt werden und man zog ins östliche Ende der Stadt auf den Sportplatz des Fusionspartners VfR 08 Worms am Schweißwerk um, unmittelbar südlich des Schlachthofs am Rhein. Diese neue Spielstätte war erst im Vorjahr auf einem ehemaligen Kiesabladeplatz angelegt worden und komplett umzäunt.
Der vermutliche Zuschauerrekord am Schweißwerk sind 4000 Besucher beim Freundschaftsspiel gegen den damaligen Deutschen Meister 1. FC Nürnberg am 27. Februar 1926 (1:1).

### Wormatia-Stadion (seit 1928)

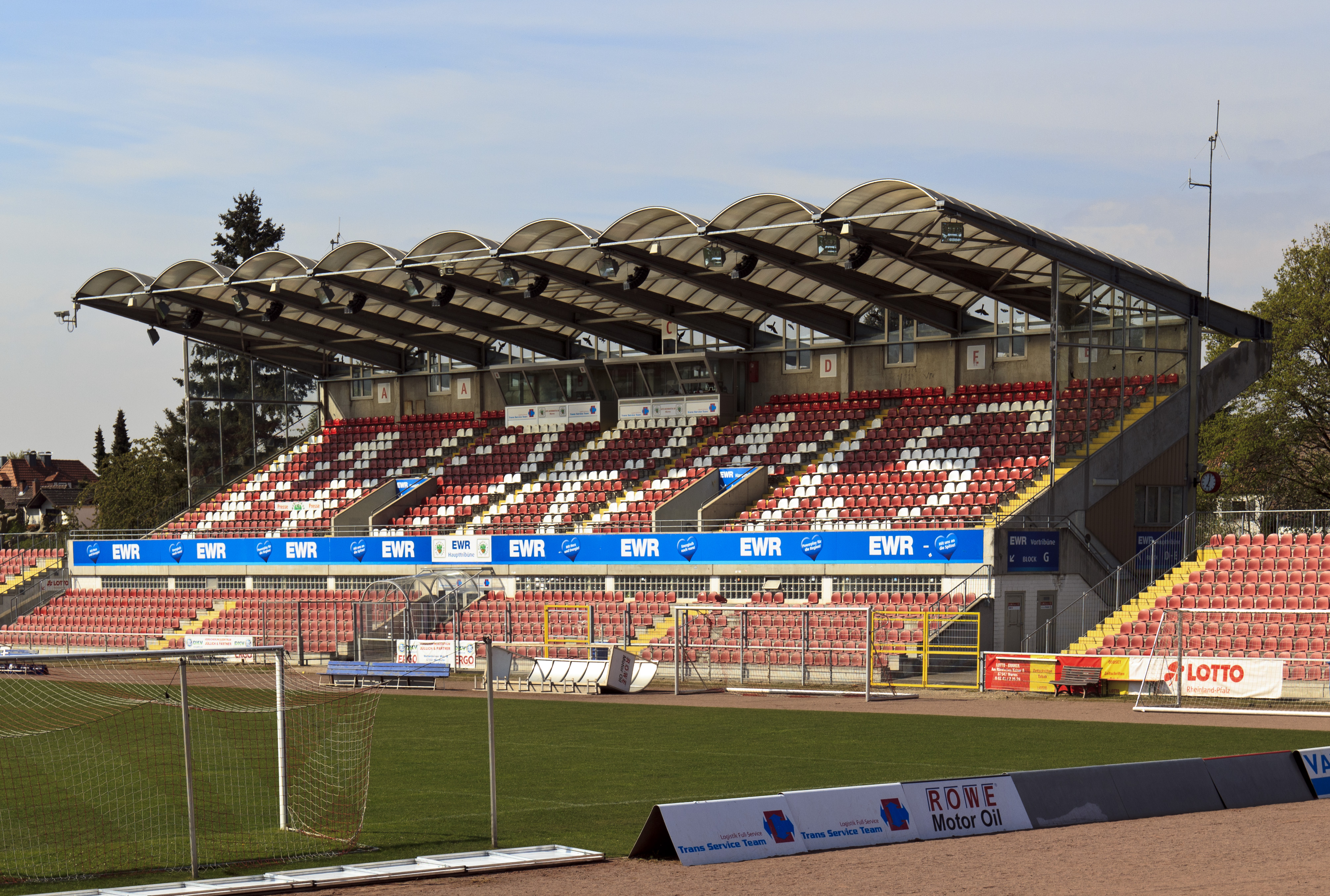
Haupttribüne der EWR-Arena (2012)

Wachsender sportlicher Erfolg machte wenige Jahre später einen Umzug vom Sportplatz am Schweißwerk notwendig, diesmal in den Westen der Stadt. Der Verein erwarb an der Alzeyer Straße eine konkurs gegangene, erst 1924 errichtete Radrennbahn und erbaute dort in den Jahren 1927/28 das Wormatia-Stadion für 18.000 Zuschauer. Das Gelände beherbergte im Ersten Weltkrieg ein Kriegsgefangenenlager und anschließend ein Durchgangslager der französischen Armee, dessen Baracken und Stacheldrahtumzäunung erst Anfang der zwanziger Jahre abgeräumt wurden. Übrig blieb nur das Gebäude des Kommandanten, es dient heute als Clubhaus des Vereins. Das erste Spiel war eine Partie der süddeutschen Meisterschaft gegen die Stuttgarter Kickers vor 6000 Zuschauern am 1. Januar 1928 (3:2). 1939 folgte durch einen großzügigen Umbau/Neubau die Erweiterung auf 25.000 Plätze. Zugelassen ist das seit 2011 „EWR-Arena“ genannte Wormatia-Stadion nach dem Aufstieg in die Regionalliga heute noch für rund 5600 Zuschauer.
Der Besucherrekord beträgt dank Zusatztribünen 30.000 Zuschauer, jeweils erreicht in der Oberliga Südwest gegen den 1. FC Kaiserslautern am 10. April 1950 (1:1) und während der Endrunde um die deutsche Meisterschaft gegen Rot-Weiss Essen am 30. Mai 1955 (1:3). Je nach Quelle werden für beide Spiele auch nur 25.000 oder 28.000 Zuschauer angegeben.

## Ehemalige Abteilungen
Außer Fußball bot Wormatia einst auch andere Sportarten an. Im Zuge der Zahlungsunfähigkeit, des drohenden Konkursverfahrens und der beabsichtigten Neugründung eines „VfR Wormatia 08 Worms für Fußball e. V.“ traten 1993 alle übrigen Abteilungen aus dem Verein aus. Seitdem ist der VfR Wormatia ein reiner Fußballverein.

### Handball (1925 bis 1993)
Die Handballer waren nach den Fußballern einst die älteste und bedeutendste (Sport-)Abteilung des Vereins. Gegründet wurde sie 1925 mit einer Damenmannschaft, der ersten im Kreis Hessen. Eine Herrenmannschaft folgte erst ein Vierteljahr später, drei Jahre später eine Jugendmannschaft. Nach dem Zweiten Weltkrieg stellten die Handballer mit 118 Mitgliedern die stärkste Abteilung des Vereins, 1983 waren es 260 Mitglieder in neun Mannschaften. Erste Herren- und Frauenmannschaft spielten die meiste Zeit Verbandsliga, neben zahlreichen Meisterschaften aller Mannschaften auf Kreisebene war der größte sportliche Erfolg das Erreichen des Endspiels der Herren um die Gaumeisterschaft 1934. Bis 1975 wurde Feld- und Hallenhandball gespielt, danach organisierte der Regionalverband seinen Spielbetrieb nur noch für die Halle. Der ehemalige Feldhandballplatz direkt hinter dem Vereinsheim ist heute ein Kunstrasenplatz für die Fußballer. 1993 traten die Handballer aus dem Verein aus und gründeten zusammen mit der Gymnastikabteilung den SC Wormatia Worms. Seit 2005 ist der SC Wormatia Teil der Handball-Spielgemeinschaft HSG Worms, die von Eintracht Herrnsheim und TV Leiselheim im Jahr 2000 gegründet wurde.

### Hockey (1938 bis Anfang 1990er Jahre)
Mit Anschluss von Jahn/Alemannia 99 trat 1938 die als „Schwarz-Weiß“ bekannte Hockeyabteilung der Alemannia zur Wormatia über. Gespielt wurde auf Feld und in der Halle. Es gab zunächst eine Jungen- und eine Mädchenmannschaft, ein Wiederaufbau der Jugendarbeit gelang nach dem Krieg erst ab 1962. Von 1973 bis 1979 bildete man im Jugendbereich zusammen mit der TG Worms die Hockeyspielgemeinschaft HSG Worms, gespielt wurde in der Kerschensteiner Sporthalle. Hierdurch wurden die Mädchen mehrfach Meister Rheinland-Pfalz/Saar, nahmen 1974 im Feld an der Vorrunde zur Deutschen Meisterschaft teil und qualifizierten sich 1976 hierfür über die Süddeutsche Meisterschaft. Die Jungenmannschaft nahm 1977 an der Vorrunde zur Deutschen Feldmeisterschaft teil. Auch bei den Erwachsenen (eine Herren- und eine Damenmannschaft) gab es eine Kooperation mit der TG. Eine eigenständige Nachwuchsarbeit gab es wieder ab 1982. Die Abteilung hatte eine gewisse Außenseiterrolle im Verein, deren Fortbestehen immer wieder in Frage stand. Sie löste sich wohl Ende der 1980er, Anfang der 1990er auf.

### Kraftsport (1938 bis 1945)
Die kurzlebigste Abteilung entstand 1938 durch den Übertritt des Kraftsportvereins „Hagen Worms“, der dem Jahn Schwarz-Weiß Alemannia angegliedert war. Hierzu zählten die Disziplinen Ringen, Gewichtheben, Rasenkraftsport und Sportakrobatik (Kunstkraftsport), wobei letzteres möglicherweise zusammen mit Boxen auch eine ältere, eigenständige Abteilung war. Die Gewichtheber waren von 1937 bis 1939 Rheinhessenmeister, dazu kamen mehrere Einzeltitel auch der Ringer bei Bezirks- und Gaumeisterschaften. Als „Kraftsportverein 1905“ wurde die Abteilung 1946 als wieder eigenständiger Verein neu gegründet.

### Tischtennis (1949 bis 1993)
Die Tischtennisabteilung wurde 1949 gegründet. 1954 schloss sich ein Großteil der aufgelösten Tischtennisabteilung von Blau-Weiß Worms der Wormatia an. Gespielt wurde mit hauptsächlich lokalem Erfolg zunächst in der Turnhalle der Karmeliter-Schule, ab 1978 in der des alten Gauß-Gymnasiums. 1983 verfügte die Abteilung über 50 aktive Mitglieder in drei Herren- und drei Jugendmannschaften. 1993 traten die Tischtennisspieler aus und schlossen sich dem ESV Worms an.

### Damengymnastik (1981 bis 1993)
Die Gründung erfolgte am 1. Oktober 1981 durch „einige Frauen, deren Männer genauso eng mit Wormatia verbunden“ waren. Neben der allgemeinen Gymnastik gab es die Schwerpunkte Jazzdance und Aerobic. Die rund 30 Mitglieder trainierten zunächst im Clubhaus, später in der Turnhalle der Westendschule. 1993 trat die Abteilung aus und gründete zusammen mit den Handballern den SC Wormatia Worms.

### Leichtathletik
Kaum nachvollziehbar ist dagegen die Geschichte der Leichtathletikabteilung, wohl weil sie auf Freizeitsport ausgelegt war. Die Neugründung nach dem Zweiten Weltkrieg wurde in den Vereinsnachrichten für März/April 1956 bekannt gegeben. An gleicher Stelle wird im Juni 1962 berichtet, dass die Abteilung „inzwischen wieder eingeschlafen ist, weil sich nicht genügend Interessenten und Mitarbeiter fanden“.

### Gesang (1923 bis 1960er Jahre)
Die einzige Nicht-Sportabteilung existierte ab 1923. „Zur Förderung der Geselligkeit und des Zusammenhalts innerhalb des Vereins“ riefen aktive Wormatia-Fußballer und Vorstandsmitglieder ein Doppelquartett ins Leben. Ihren Auftritt hatte die Abteilung bei sämtlichen gesellschaftlichen Veranstaltungen des Vereins, aber auch bei städtischen und im Rahmen des Karnevals. Man führte den Namen „Nibelungen-Quartett“, bis 1933 laut Regierungsbeschluss alle Quartette aufgelöst wurden. Ab diesem Zeitpunkt wurde die Gesangsabteilung umgangssprachlich „Wormatia-Quartett“ genannt. Die Abteilung hatte einen sehr guten Ruf und trat nicht nur in Worms auf, sondern auch bei Auswärtsspielen der Fußballer und mehrfach beim Rundfunksingen in Stuttgart und Kaiserslautern. Wegen Nachwuchsmangels löste sich die Gesangsabteilung im Laufe der 1960er Jahre auf, wobei es in den Jahrzehnten danach vereinzelte kurzlebige Reaktivierungsversuche gab.